# Isonebula maculatus
Isonebula maculatus är en kräftdjursart som först beskrevs av Taberner 1977.  Isonebula maculatus ingår i släktet Isonebula och familjen Cymothoidae. Inga underarter finns listade i Catalogue of Life.